# Diritto di angheria
Il diritto di angheria (latino: jus angàriae; inglese: right of angary; francese: droit d'angarie; tedesco: angarienrecht) è la facoltà di una nazione belligerante di porre sotto sequestro, ed eventualmente riutilizzare a fini bellici, qualsiasi tipo di bene presente su un territorio belligerante, incluso tutto ciò che può appartenere a persone fisiche o a persone giuridiche di paesi neutrali o di paesi non belligeranti. Tale capacità, prevista unicamente dal diritto consuetudinario, venne applicata in numerosi casi durante la prima e la seconda guerra mondiale.
L'articolo 53 dei regolamenti sulle leggi e gli usi di guerra terrestre, annessi alla convenzione dell'Aia del 1899, prevede che ferrovie, telegrafi, telefoni e navi, appartenenti a compagnie o a privati, possano essere utilizzati per fini bellici, ma debbano essere riparati al termine del conflitto e debba essere corrisposta un'indennità ai proprietari. L'articolo 54 aggiunge che il materiale ferroviario di nazioni neutrali, sia esso di proprietà statale, o di persone giuridiche, o di persone fisiche, debba essere restituito il prima possibile.
Un esempio di applicazione del diritto di angheria è il sequestro, da parte del presidente degli Stati Uniti d'America Woodrow Wilson, di tutto il naviglio olandese presente in acque statunitensi il 20 marzo 1918. Un altro esempio è il blocco marittimo che Regno Unito e Francia, in guerra contro la Germania, applicarono alla non belligerante Italia dal 1º settembre 1939 al 25 maggio 1940, periodo durante il quale furono fermate e controllate 1347 navi italiane, che spesso venivano dirottate su porti inglesi o francesi e tenute sotto sequestro anche per diversi giorni, senza alcuna distinzione fra grandi navi passeggeri (il transatlantico Augustus venne tenuto fermo a Gibilterra per otto giorni, dal 22 al 30 ottobre 1939) e piccole navi mercantili (con conseguenze anche gravi nel caso di merci deperibili).